# Airbus A320
Az Airbus A320 két hajtóműves, egyfolyosós, keskeny törzsű, közepes hatótávolságú utasszállító repülőgép, amelyet az Airbus az 1980-as évek végére fejlesztett ki, konkurenciát állítva elsősorban a Boeing 737-nek és a McDonnell Douglas DC–9 különböző utódtípusainak. Az első utasszállító repülőgép, ahol digitális elektronikus kormányrendszert alkalmaztak. Napjainkig több mint 4400 darabot állítottak forgalomba, ezzel a második legnagyobb darabszámban épített utasszállító repülőgép lett. Továbbfejlesztése során típuscsaládot hoztak létre, a rövidebb törzsű, kisebb kapacitású Airbus A319-et és a hosszabb Airbus A321-et, valamint később, alaposabb áttervezés után a jelenleg gyártott legkisebb Airbus repülőgépet, a tipikusan 108 üléses Airbus A318-at.

## Fejlesztése

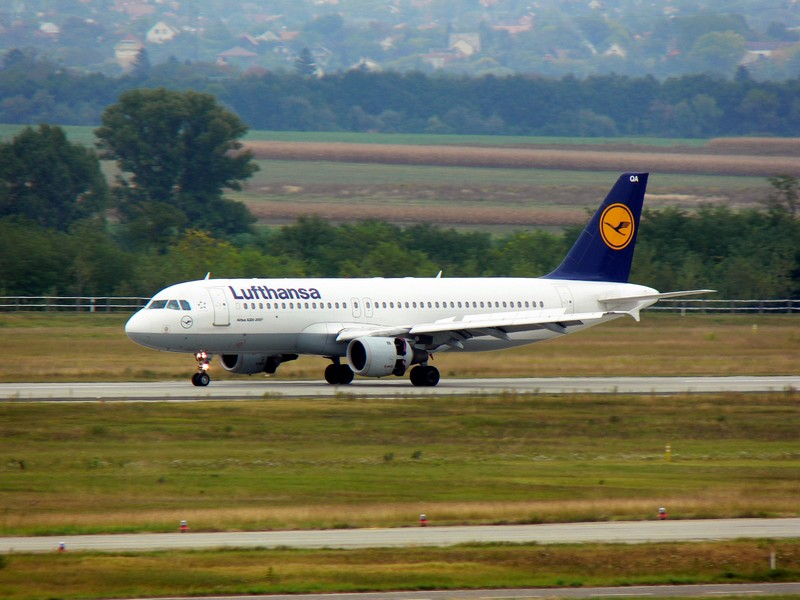
Lufthansa A320-as Ferihegyen

Az Airbus gyár alapításától kezdve azt a célt tűzte ki maga elé, hogy konkurenciát állítson az akkori vezető nyugati gyártók, a Boeing, illetve a Douglas termékeinek. Így a késői 60-as, korai 70-es években az A300 tervezésénél is ezeket a már ismert piaci követelményeket tartották szem előtt. Az A300-as típusból így az évek alatt számos variáció készült, érdekesség az A320-as szempontjából az A300B10 jelű típusvariáns volt, amely kisebb volt az alapmodellnél, ebből a variánsból végül kifejlesztették az A310-es nagy hatótávolságú típust. Ezután fordult a gyár a Boeing 737 és a McDonnell Douglas DC–9 által reprezentált kategóriához, a kisebb kapacitású, gazdaságos, közepes hatótávolságú gépekhez.
Az új program végül 1977 júniusában indult útjára, a British Aerospace telephelyén, az Airbus gyárcsalád tagjainak segítségével, de magától az Airbustól elválasztva. A társulás neve Joint European Transport (JET) volt, amely Egyesült Európai Szállítmányozásként fordítható, de egyben egy szójáték is, hisz a JET mozaikszó a sugárhajtómű megnevezése is. A cél, egy 130-188 férőhelyes, két CFM56s sugárhajtóművel szerelt típus létrehozása volt, amelynek utazósebessége meghaladja a Boeing 737-es típusáét, és képes akár a hangsebesség 0.84 szorosára is utazási sebességként. A programot később az Airbus zászlaja alá helyezték át az 1980-as években, a fejlesztés vezetését is ide helyezték át, de az eddigi vezető fejlesztőt megtartva.
Az alapmodell, amelynek fejlesztési neve Single-Aisle (SA), itt már három variánssá vált szét, amelyek lényegi különbsége a törzshossz, és így az ülésszám volt, ez 125 és 180 között változott, fejlesztési neveik rendre SA1, SA2 és SA3 lett. A későbbi A319, A320 és A321-es típusvariánsok elődjei voltak ezek.
1981 februárjában az SA2-es modellt átkeresztelték A320-ra, ezzel ez lett a típuscsalád alapvariánsa és egyben névadója. 150 fő befogadására tervezték, és 3440 km hatótávolsággal rendelkezett, a szárnyakba szerelt üzemanyag tartályok segítségével. Hosszabb hatótávra a középső, szárnyak között, a törzs alatt elhelyezett tartállyal kibővítve már 5280 km-es távolságokra is használhatóvá vált.

## Gyártása
A gyártás megkezdése számos oknál fogva később indult. A brit, francia és nyugatnémet gyárak versenyeztek a kiosztandó feladatokért, ezzel pedig a jövendő profitért és munkahelyekért. A német gyárak minimum a teljes gyártás 40%-át követelték, mialatt a britek is maguknak követelték a vezető gyárak jogát, hivatkozva a kutatás alatt játszott szerepükre és tapasztalatukra. Másik problémát jelentett a gyártás beindításánál a hiányzó tőke, amelyet a részt vevő országok repülőgépipara az anyaországtól várt tőkeinjekció formájában.
Első megrendelője az Air France volt 1981-ben, és a gépek üzembe állítását 1986-tól tervezték. A rövid és közepes hatótávolságú A320-as gyártása 1984-ben kezdődött meg. A gyártás indításakor 5 megrendelő várt összesen 96 darabra.
Prototípusa 1987. február 14-én gördült ki a gyárból, hatalmas ünnepségek közepette, lézershow-val és szárazjéggel felvezetett, látványos bemutató keretében. A gazdasági és politikai elit is képviseltette magát az eseményen, például Wales hercege és hercegnője. Február 22-én repült először, összesen 3 óra 23 percet. Ez volt a berepülő program kezdete, amely végül 1200 repülési órát és 530 fel- illetve leszállást igényelt.
Az Európai hatóságoktól 1988. február 26-án kapta meg a szükséges engedélyeket, és két változata került sorozatgyártásra. Az egyik a 130-154 személyes A320–100-as, a másik a nagyobb felszállótömegű, maximum 180 személy szállítására alkalmas A320–200-as. Az első példányokat az Air France és a British Airways vette át 1988. március 26-án, módosított hajtóművel felszerelt változatát pedig 1989 májusában a szlovén Adria Airways állította forgalomba.
2008. szeptember 28-án Tiencsinben felavatták az Airbus kínai gyárát, amely a nyugat-európai repülőgépgyártó-csoport első összeszerelő üzeme Európán kívül, s mindenben megegyezik a hamburgival.

## Jellemzői
A világ legkorszerűbb műszaki vívmányaival felszerelt utasszállító repülőgépről kezdetben nagyon sok ellentmondó vélemény alakult ki szakmai körökben, mivel az erősen elrugaszkodott az addigi szemlélettől. Az Airbus gyártmányainak történetében először használtak műanyagokat a szerkezeti elemek gyártásához, ezenkívül számítógépes, elektromos vezérlésű (fly-by-wire) kormányrendszerrel, a szokásos szarvkormány helyett joystickkel és digitális pilótafülkével szerelték fel.
A kezdeti modell a központi (nem a szárnyakban elhelyezett) üzemanyag tartállyal kiegészítve 5,280 km-es hatótávolsággal rendelkezett, és szélesebb volt, mint a konkurens Boeing B737-es (3,7m a 3,45 m-rel szemben).

## Típusváltozatok

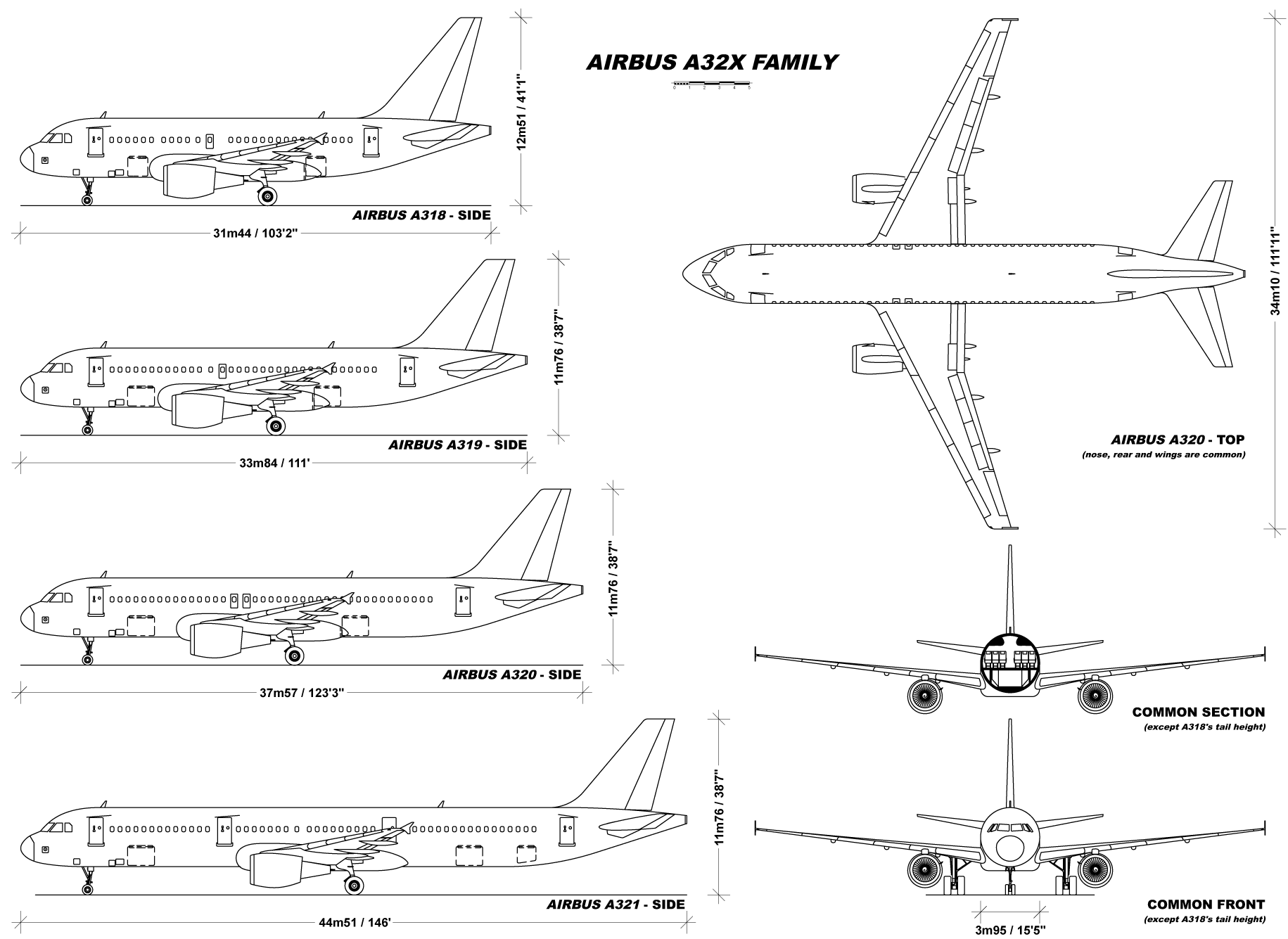
Az Airbus A320 típuscsalád méretarányos ábrázolása

Az A320-as alapmodell egy olyan repülőgépcsaládot hozott létre, amely közös kialakítású, de utaskapacitása az A318-as esetében 100, az A321-es esetében 220 utasig terjed. A Boeing 737-es, 757-es és 717-es típusokkal versenyeznek. Mivel a négy változat hasonló pilótafülkével rendelkezik, mindegyikhez ugyanolyan típusjogosítás kell. Ma már minden változat elérhető vállalati repülőgépként. A319LR néven egy A319-es változatot is kifejlesztettek. Léteznek katonai változatok is, mint például az A319 MPA. Az American Airlines az A320-as típuscsalád legnagyobb üzemeltetője, 2017. szeptember 30-án 392 repülőgépet állított szolgálatba.
Technikailag az "A320" elnevezés csak az eredeti közepes méretű repülőgépre vonatkozik, de informálisan gyakran használják az A318/A319/A320/A321 család bármelyik tagjára. Minden változat képes 180 perces ETOPS (Extended-range Twin-engine Operational Performance Standards) tanúsításra 2004 (EASA) és 2006 (FAA) óta. Az új Airbus A320neo projekt elindításával az Airbus A320-as család korábbi tagjai az "aktuális hajtómű opció" vagy "CEO" nevet kapták.

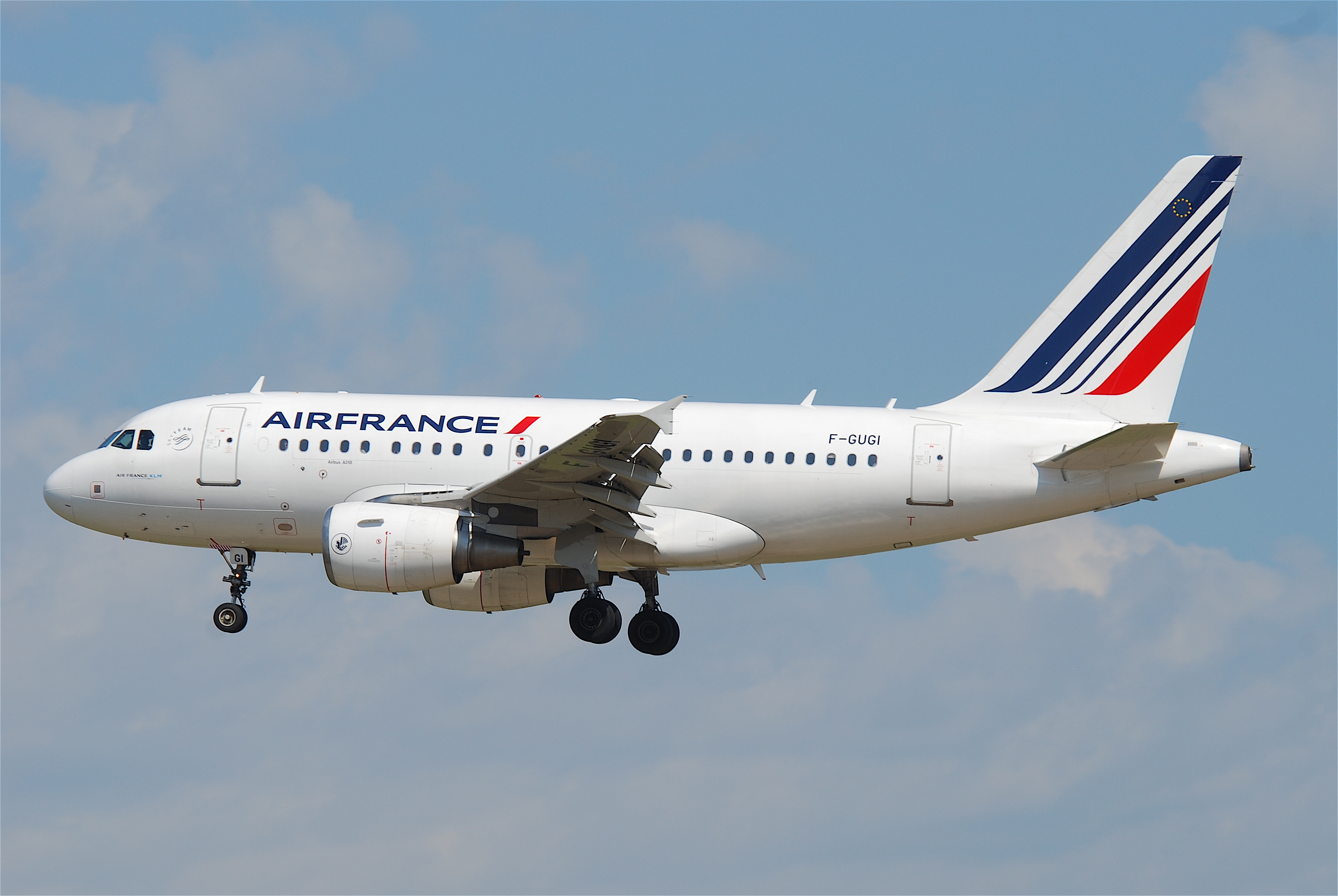
Az A318 a típuscsalád legrövidebb változata, hossza mindössze 31,44 m, maximum 132 fő szállítására képes.

### A318
A típuscsalád legrövidebb változata, hossza mindössze 31,44 m, maximum 132 fő szállítására képes. Hatótávolsága 3100 tengeri mérföld (5700 km). A repülőgép 2003 júliusában állt szolgálatba a Frontier Airlines-nál, és közös típusjogosítással rendelkezik az Airbus A320-as család többi változatával, így az A320-as család meglévő pilótái további képzés nélkül vezethetik a repülőgépet.  Ez a legnagyobb kereskedelmi repülőgép, amelyet az Európai Repülésbiztonsági Ügynökség meredek megközelítési műveletekre engedélyezett, így olyan repülőterekre is repülhet, mint a London-City repülőtér. Az Airbus A320-as család többi változatához képest az A318-as típus csak kis darabszámban kelt el, 2015. október 31-ig összesen csak 80 repülőgépre adtak le megrendelést. 2018-ban az A318-as listaára 77,4 millió dollár volt.

#### A318 Elite

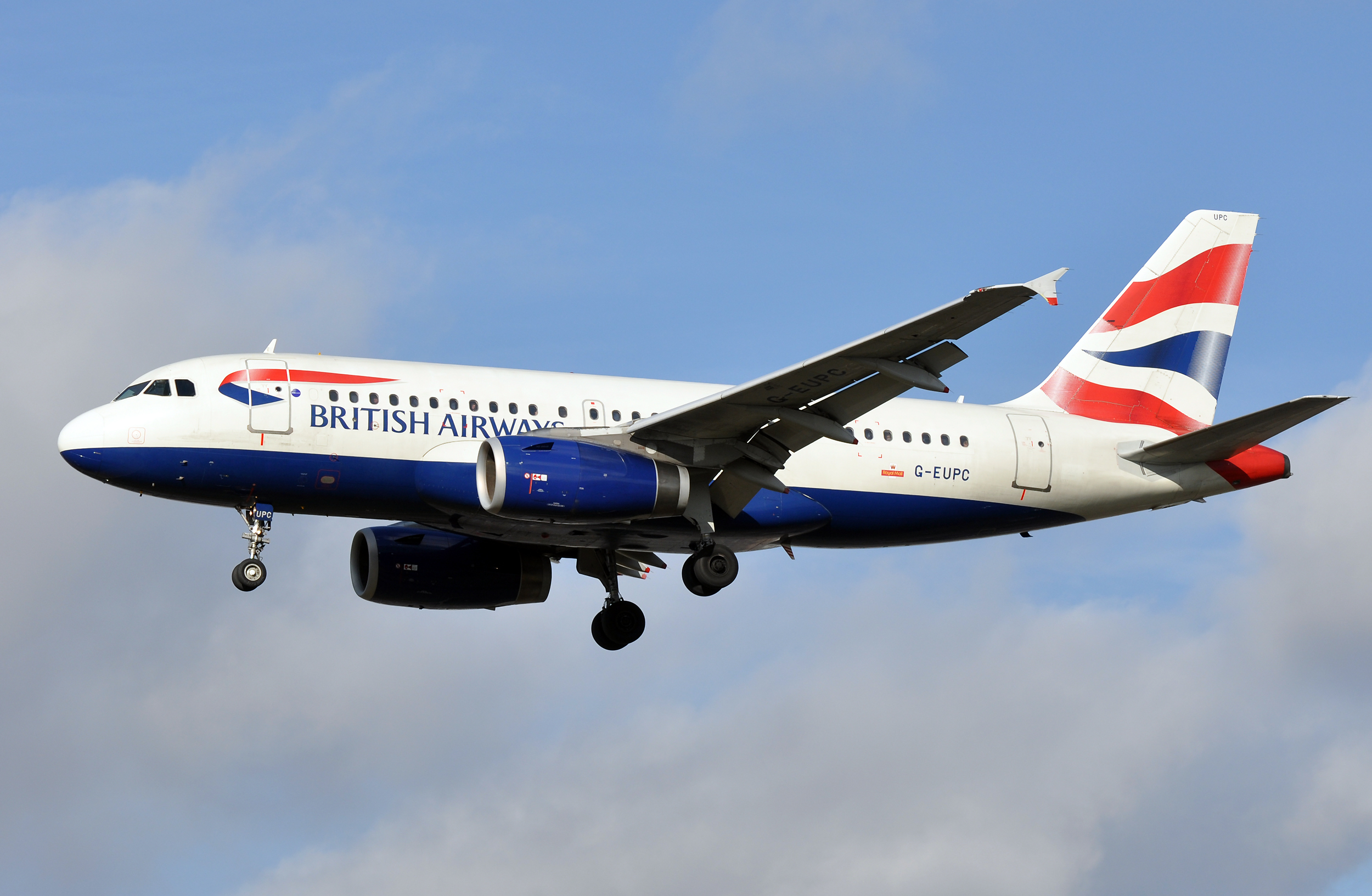
Az A319-es az alaptípusnál 3,73 méterrel rövidebb, 145 főig oldalanként egy, 146 vagy annál több utas esetén pedig oldalanként kettő szárnyvégi kijárattal rendelkezik.

2005. november 11-én jelentette be a gyártó az A318 típus egyedi variánsát, amely magánrepülőgépekre lett specializálva, egyedi kabinbelsővel (2-18 utas számára), illetve 4000 tengeri mérföld (7400 km)-re megnövelt hatótávval.

### A319
Az alaptípusnál 3,73 méterrel rövidebb, mindössze 33,84 m hosszú variánst a kevéssé terhelt járatok teljesítésére fejlesztette ki a gyártó. Az A320M-7 néven is ismert típus az A320-as rövidített, minimális változtatásokat tartalmazó változata. Az A320-200-ashoz hasonló üzemanyag-kapacitással és kevesebb utassal a hatótávolság 124 utassal, kétosztályos konfigurációban 6 650 km (3590 tengeri mérföld), illetve modernizált wingletekkel, másnéven "Sharkletekkel" 6 850 km (3700 tengeri mérföld). Az A319-eshez kétféle hajtómű áll rendelkezésre: a 102,5-110,3 kN (23 040-24 800 lbf) IAE V2500 vagy a 98-120 kN (22 000-27 000 lbf) CFM56. Bár ezek a hajtóművek megegyeznek az A320-aséval, az A319-es alacsonyabb maximális felszállási súlya miatt csökkentett teljesítményűek.
Az A319-est Udvarházy Ferenc István, az ILFC korábbi elnök-vezérigazgatója kérésére fejlesztették ki. Az A319-es első megrendelője valójában az ILFC volt, amely 1993-ig hat A319-esre adott le megrendelést. A Swissair és az Alitalia további megrendeléseire számítva az Airbus úgy döntött, hogy 1993. június 10-én piacra dobja a típust. Az első A319-es végleges összeszerelése 1995. március 23-án kezdődött, és 1996 áprilisában mutatták be először a Swissairnél. A közvetlen versenytársa a Boeingnál a Boeing 737-700-as.
Az A319-es típusból összesen 1460 darabot szállítottak le, és 2017. szeptember 30-áig még 24 darab rendelés volt. Egy 1998-as A319-es újonnan 35 millió dollárba került; értéke 2009-re megfeleződött, és 2019-re elérte a selejtezési szintet. 2018-ban az A319-es listaára 92,3 millió dollár volt.

#### A319CJ
A rövidítés a "corporate jet" kifejezést jelöli, vagyis üzleti célokra készült sugárhajtőműves repülőgép. Jelentősen nagyobb szabadságot kaptak a leendő megrendelők a típusvariáns esetén, így kiegészítő üzemanyagtartályok esetén akár 6500 tengeri mérföld (12 000 km) hatótávolsággal is üzemeltethető, 8 utassal, de 32 utasig is berendezhető.
Kormányzati különgépként használja Örményország, Azerbajdzsán, Brazília, Bulgária, Csehország, Németország, Olaszország, Malajzia, Thaiföld, Törökország, Ukrajna és Venezuela.

#### A319LR

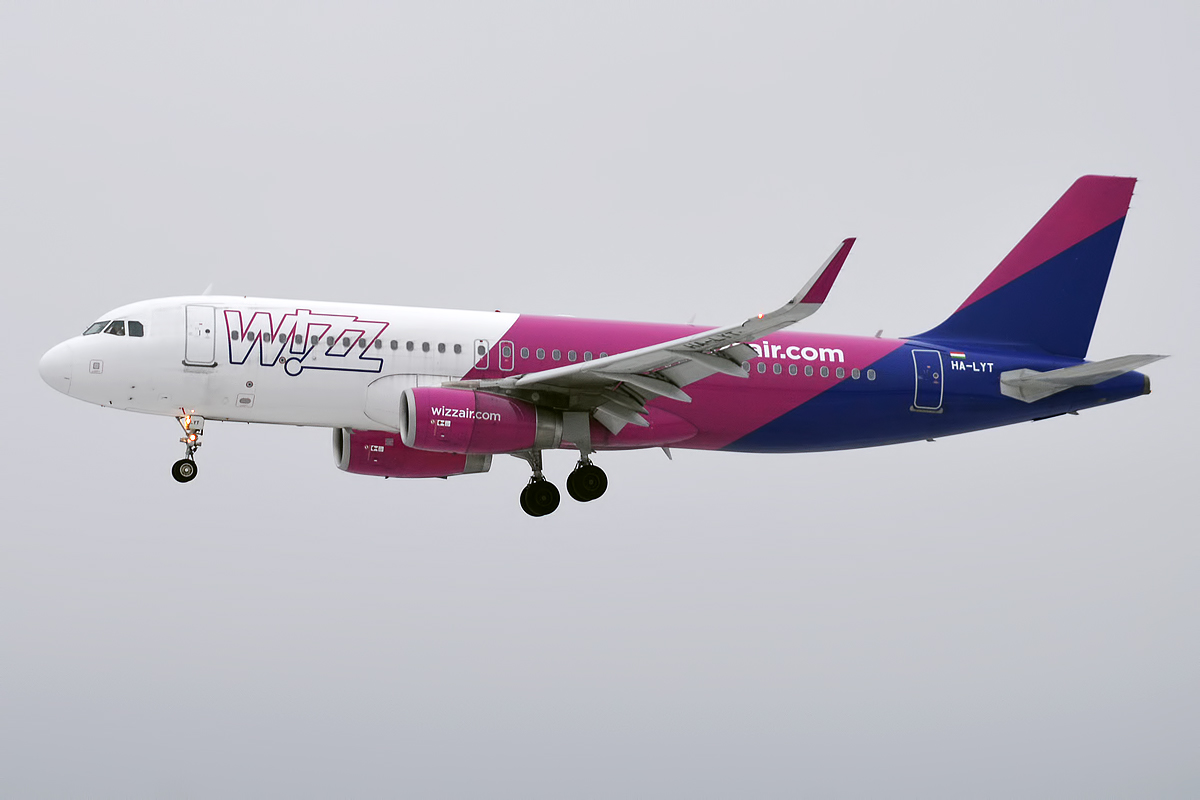
Az A320-as a Wizz Air színében, leszállás után (HA-LYT)

A "longer range", vagyis megnövelt hatótávolságú modell a A319-hez képest. A kiegészítő üzemanyagtartályok segítségével akár 5600 tengeri mérföld (10 400 km) hatótávolsággal is üzemeltethető.

### A320
Az A320-as sorozatnak két változata van, az A320-100 és az A320-200. Mindössze 21 darab A320-100-as készült. Ezeket a repülőgépeket, az elsőként legyártottakat az Air Inter - amelyet később az Air France felvásárolt - és a British Airways részére szállították a British Caledonian felvásárlását megelőzően leadott megrendelés alapján.
A -100-ashoz képest az elsődleges különbséget a -200-as hajlított szárnyvége és a megnövelt üzemanyag-kapacitás jelentette, ami megnövelte a hatótávolságát. Az Indian Airlines az első 31 db A320-200-as repülőgépét kettős futóművel felszerelt fő futóművel használta a rossz kifutópálya-viszonyokkal rendelkező repülőtereken, amelyekkel az egy futóművel felszerelt fő futóművel nem lehetett volna megbirkózni.
A két CFM56-5 vagy IAE V2500 típusú, 98-120 kN (22 000-27 000 lbf) tolóerejű hajtóművel hajtott A320-as tipikus hatótávolsága 150 utassal 3 300 tengeri mérföld vagy 6 100 km. Az A320-as típusból összesen 4512 darabot szállítottak le, és 2017. szeptember 30-áig még 220 darab rendelés volt belőle. A legközelebbi versenytársa Boeingnál a Boeing 737-800-as.
1988-ban egy új A320-as értéke 30 millió dollár volt, az 1990-es évek végére elérte a 40 millió dollárt, ami 30%-kal alacsonyabb volt az inflációnál. 2001 után 37 millió dollárra csökkent, majd 2008-ban 47 millió dolláron tetőzött az ára, és az A320neo-ra való átállásig 40-42 millió dolláron stabilizálódott. A 2018-as listaára 101 millió dollár volt.

#### A320P2F
Miután az Elbe Flugzeugwerke 2021 márciusában megkezdte az első A320-as átalakítását, az A320P2F december 8-án teljesítette háromórás szűzrepülését Szingapúrból. A repülőgépet 2006-ban szállították le, és első teherszállítója 2022 második negyedévétől a nairobi székhelyű Astral Aviation lesz, amelyet a közel-keleti Vaayu Grouptól lízingeltek. Az A320P2F 2022. március végén kapta meg a kiegészítő típusengedélyét.
Az A320P2F a legjobb választás az expressz belföldi és regionális járatok üzemeltetésére. A repülő 1900 tengeri mérföldön akár 27 tonna szállítására is alkalmas, és a főfedélzeten 14 nagyméretű konténer/raklap, az alsó fedélzeten pedig 10 LD3 típusú konténer számára kínál helyet.

### A320neo
Az új motortípusos gép, ami 15%-os üzemanyag-megtakarítást ígér, 2014. július elsején hagyta el hangárját és 2700 eladásával azonnali „bestseller” lett.

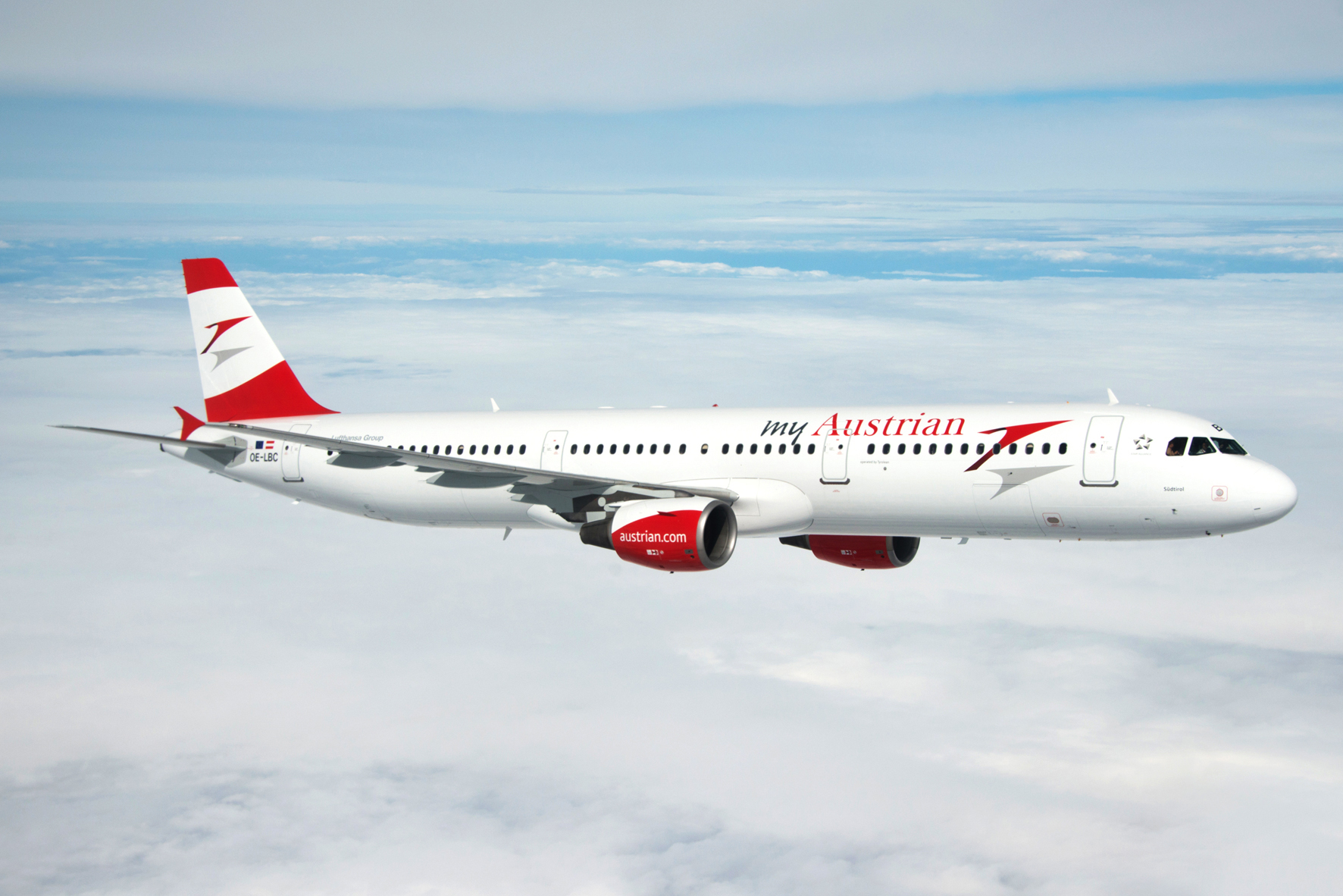
Az A321-es 6,93 méterrel hosszabb, mint az A320-as repülőgépé; a szárny feletti kijáratokat ajtókkal helyettesítették.

### A321
Az első A320-as 1988-ban kezdte meg működését, így az A321-es még ugyanabban az évben megjelent első változataként. Az A321-es 6,93 méterrel hosszabb, mint az A320-as. Az A321-100-as maximális felszállósúlya 9 600 kg-mal 83 000 kg-ra nőtt. A teljesítmény fenntartása érdekében a szárnyfelületet 4 négyzetméterrel, 128 négyzetméterre növelték, úgy hogy kettős résszel ellátott fékszárnyakat építettek be. A két prototípus közül az első szűzrepülésére 1993. március 11-én került sor. Az A321-100-as 1994 januárjában állt szolgálatba a Lufthansánál.
Mivel az A321-100 hatótávolsága kisebb volt, mint az A320-asé, 1995-ben megkezdődött a nehezebb és nagyobb hatótávolságú A321-200-as fejlesztése. A nagyobb hatótávolságot a nagyobb tolóerejű hajtóművekkel (V2533-A5 vagy CFM56-5B3), kisebb szerkezeti megerősítésekkel, valamint a hátsó padló alatti raktérben elhelyezett egy vagy két opcionális 2 990 literes üzemanyagtartály beépítésével sikerült elérni. Üzemanyagtartalmát 30 030 literre, maximális felszállósúlyát pedig 93 000 kg-ra növelték.  Először 1996 decemberében repült, és 1997 áprilisában állt szolgálatba a Monarch Airlinesnál.
Az A321 legközelebbi versenytársai a Boeingnál a Boeing 737-900/900ER és a 757-200-as. Az A321-es típusból összesen 1562 darabot szállítottak le, és 2017. szeptember 30-áig még 231 darab rendelés volt belőle. 2018-ban az A321-es listaára 118,3 millió dollár volt.

#### A321P2F
Az Airbus Freighter Conversion GmbH programot indított az A320-as és A321-es repülőgépek teherszállító repülőgéppé történő átalakítására. A repülőgépek átalakítását a németországi Drezdában és az oroszországi Zsukovszkijban működő Elbe Flugzeugwerke GmbH (EFW) végezné. Az első megrendelő, az AerCap 2008. július 16-án határozott szerződést írt alá 30 utasszállító A320/A321-esének A320/A321P2F utasszállítóból teherszállítóvá alakításáról. Az Airbus azonban 2011. június 3-án bejelentette, hogy az összes partner leállítja az átalakítási programot, arra hivatkozva, hogy nagy a kereslet a használt, utasszállító repülőgépek iránt.

### A321neo

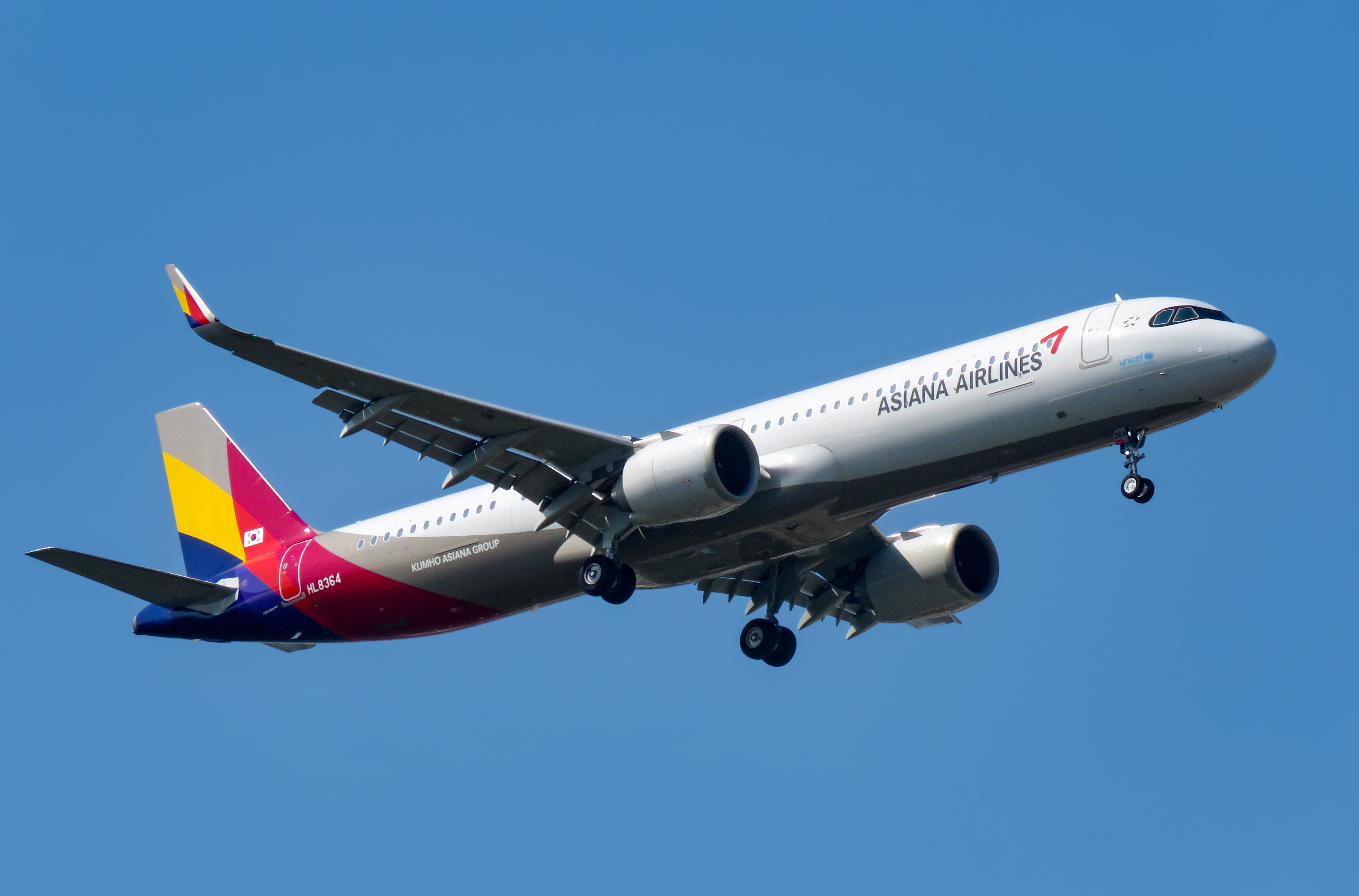
A321neo a koreai Asiana Airlines színében, felszállás után (HL8364)

Az A321neo fejlesztését az Airbus 2010. december 1-én jelentette be az A320neo gépcsalád részeként. A prototípus 2016. február 9-én szállt először levegőbe és 2017. május 31-én állt menetrend szerinti forgalomba a Virgin America színeiben a San Francisco–Washington járaton. Az alapfelszereltségű A321neo a hagyományos A321-eshez képest 1450 km-rel távolabbra tud repülni és körülbelül 10 utassal többet tud szállítani, üzemanyagfosztása utasonként 30%-kal kisebb. 2021. február végéig a légitársaságok 3466 A321neót rendeltek 1791 A321-eshez képest.

## Rendelések és szállítások
2015. januárig a típus különféle változataiból összesen 7893 darabot rendeltek meg, ebből 6415 darabot szállítottak le, 1478 gyártásra vár. A szállítások évenkénti bontásban a következőképp néznek ki:

| A318     | 79    | 0     | 79    | 0  | 0   | 1   | 2   | 2   | 2   | 6   | 13  |
| A319     | 1,472 | 39    | 1,433 | 4  | 34  | 38  | 38  | 47  | 51  | 88  | 98  |
| A320     | 4,760 | 893   | 3,867 | 17 | 306 | 352 | 332 | 306 | 297 | 221 | 209 |
| A321     | 1,582 | 546   | 1,036 | 9  | 150 | 102 | 83  | 66  | 51  | 87  | 66  |
| Összesen | 7,893 | 1,478 | 6,415 | 30 | 490 | 493 | 455 | 421 | 401 | 402 | 386 |

| A318     | 17  | 8   | 9   | 10  | 9   | -   | -   | -   | -   | -   | -   | -  | -  | -  | -  | -   | -   | -  | -  | -  |
| A319     | 105 | 137 | 142 | 87  | 72  | 85  | 89  | 112 | 88  | 53  | 47  | 18 | -  | -  | -  | -   | -   | -  | -  | -  |
| A320     | 194 | 164 | 121 | 101 | 119 | 116 | 119 | 101 | 101 | 80  | 58  | 38 | 34 | 48 | 71 | 111 | 119 | 58 | 58 | 16 |
| A321     | 51  | 30  | 17  | 35  | 33  | 35  | 49  | 28  | 33  | 35  | 22  | 16 | 22 | 16 | -  | -   | -   | -  | -  | -  |
| Összesen | 367 | 339 | 289 | 233 | 233 | 236 | 257 | 241 | 222 | 168 | 127 | 72 | 56 | 64 | 71 | 111 | 119 | 58 | 58 | 16 |

## Üzemeltető légitársaságok
A típus főbb üzemeltetői:

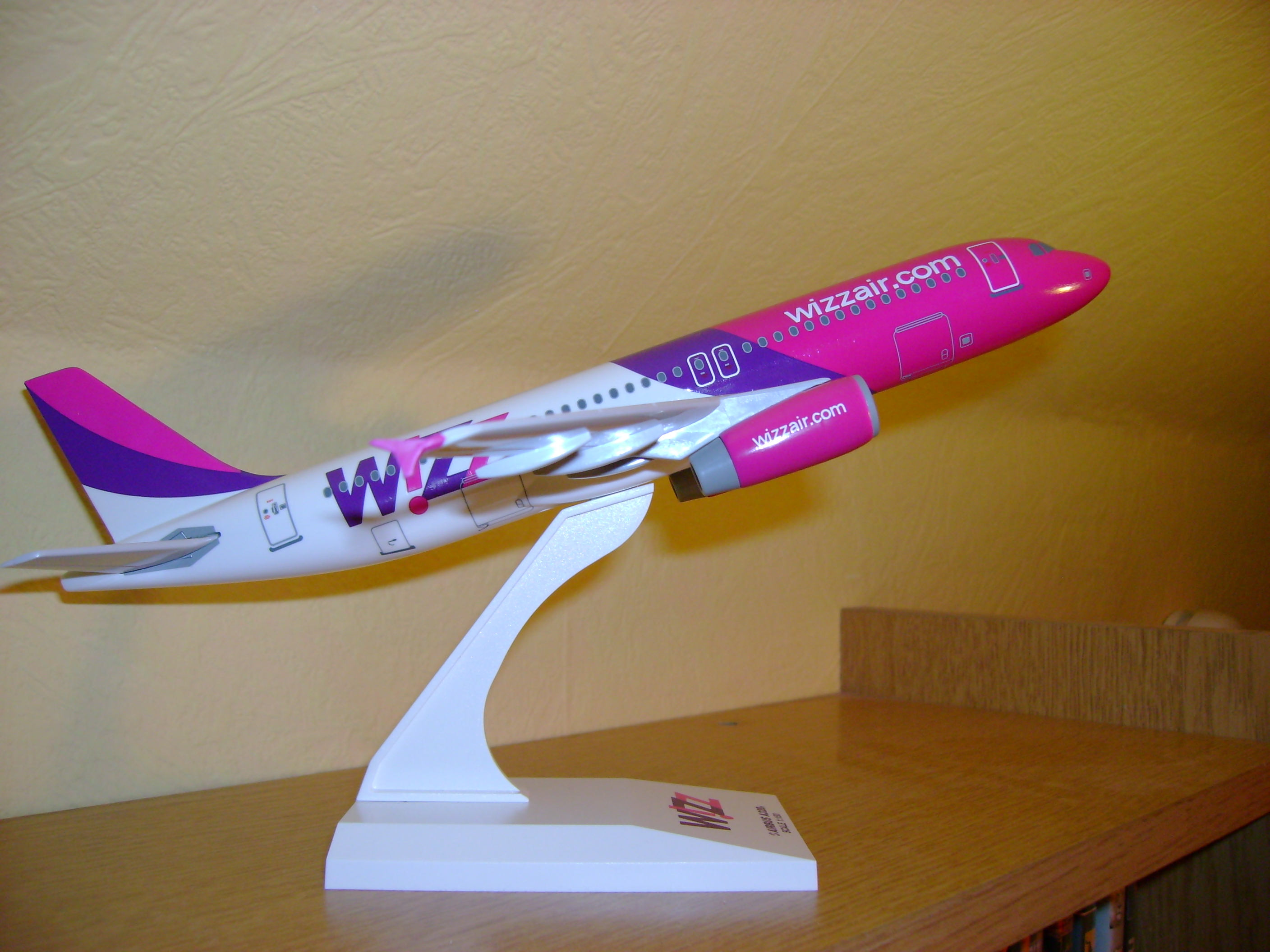
Airbus A320 modell a Wizz Air színeiben

- American Airlines, 452 db
- China Eastern Airlines, 357 db
- EasyJet, 322 db
- China Southern Airlines, 308 db
- IndiGo, 262 db
- Delta Air Lines, 247 db
- LATAM Airlines csoport, 242 db
- AirAsia, 215 db
- JetBlue, 214 db
- Air China, 205 db
- United Airlines, 204 db
- Lufthansa, 193 db
- Spirit Airlines, 176 db
- Sichuan Airlines, 159 db
- British Airways, 147 db
- Wizz Air, 146 db
- Vueling, 127 db
- Allegiant Air, 123 db
- Spring Airlines, 116 db
- Turkish Airlines, 116 db
- Frontier Airlines, 111 db
- Air France, 110 db
- Shenzhen Airlines, 108 db
- Volaris, 104 db

## Balesetek
2012 áprilisáig a típus példányait összesen 60 esetben érte baleset, 23 esetben a repülőgép teljesen összetört, ezek összesen 782 áldozatot követeltek. Ezenkívül 50 esetet tartanak számon, amelyek a digitális pilótafülke meghibásodásával kapcsolatosak. Néhány kiemeltebb eset:
- 1993. szeptember 14-én Varsóban leszállás után túlfutott a pályán, és nekiütközött egy töltésnek, majd kigyulladt a Lufthansa D-AIPN lajstromjelű gépe. Két fő meghalt, a repülőgép megsemmisült.[31]
- 2009. január 15-én a New York-i LaGuardia reptérről az észak karolinai Charlotte városba tartó US Airways járatot teljesítő A320–214 típusú gép közvetlenül a felszállás után a közeli Hudson folyón hajtott végre kényszerleszállást. A pilóták példaértékű manőverének köszönhetően mindenki túlélte a gépen tartózkodó 150 utasból és 5 fős személyzetből a balesetet, csupán 5 súlyosabb sérülés volt. A baleset oka madárrajjal történő ütközés volt, amelynek következtében mind a két hajtómű leállt, így a gép képtelen volt tovább emelkedni, ahhoz pedig nem volt elég magasan, hogy biztonságosan visszaforduljon a reptérre. A repülőgép ma kiállítási tárgy a Karolinai Repülési Múzeumban .[32]
- 2013. június 8-án Rómában kényszerleszállást hajtott végre a Wizz Air egyik A320-asa, Bukarestből az olasz főváros Ciampino repülőtérre tartó gép a futómű elakadása miatt. A problémát egész pontosan a bal főfutómű fedőajtajának hibája okozta, aminek következtében a bal főfutómű nem tudott teljes egészében kinyílni, és ez nem először fordult elő a típus történetében. A pilóták az eseményt felkészülten, az előírásoknak megfelelően kezelték; 165 utassal és hatfős személyzettel a fedélzeten a Fiumicino reptéren landoltak, az utasok a mentőcsúszdán hagyták el a gépet, senki sem sérült meg.[33]
- 2014. december 28-án az indonéziai Surabayából indult Szingapúrba az AirAsia 8501-es járata, 162 emberrel a fedélzetén. A géppel megszakadt repülés közben a kapcsolat, az óceánban találták meg a roncsokat. Az okok egyelőre ismeretlenek, az időjárási körülmények szélsőségesek voltak. A gépen mindenki életét vesztette.
- 2015. március 24-én a német Germanwings Barcelonából Düsseldorfba tartó járat 150 emberrel a fedélzetén, az Alpok egyik hegycsúcsának repült. A nyomozás alapján a pilóta szándékosan vezette a gépet a hegynek.
- 2015. október 31-én egy a Metrojet légitársaság A321-es gépe a felszállás után a Sínai-félszigeten lezuhant. A fedélzeten 217 utas és 7 fő személyzet utazott, senki sem élte túl a katasztrófát.

## Műszaki adatok
| Méretek                             | A318                                                                    | A319                                                                    | A320                                                                    | A321                                                                    |
| ----------------------------------- | ----------------------------------------------------------------------- | ----------------------------------------------------------------------- | ----------------------------------------------------------------------- | ----------------------------------------------------------------------- |
| Hossz                               | 31,45 m                                                                 | 33,84 m                                                                 | 37,57 m                                                                 | 44,51 m                                                                 |
| Magasság                            | 12,51 m                                                                 | 11,76 m                                                                 | 11,76 m                                                                 | 11,76 m                                                                 |
| Törzs szélessége                    | 3,95 m                                                                  | 3,95 m                                                                  | 3,95 m                                                                  | 3,95 m                                                                  |
| Utastér szélesség                   | 3,70 m                                                                  | 3,70 m                                                                  | 3,70 m                                                                  | 3,70 m                                                                  |
| Utastér hossz                       | 21,38 m                                                                 | 23,78 m                                                                 | 27,51 m                                                                 | 34,44 m                                                                 |
| Szárny fesztávolság                 | 34,10 m                                                                 | 34,10 m                                                                 | 34,10 m                                                                 | 34,10 m                                                                 |
| Szárny felület                      | 122 m²                                                                  | 122 m²                                                                  | 122 m²                                                                  | 122 m²                                                                  |
| Szárnynyilazás                      | 25°                                                                     | 25°                                                                     | 25°                                                                     | 25°                                                                     |
| Futómű tengelytáv                   | 10,25 m                                                                 | 11,04 m                                                                 | 12,64 m                                                                 | 16,92 m                                                                 |
| Nyomtávolság                        | 7,59 m                                                                  | 7,59 m                                                                  | 7,59 m                                                                  | 7,59 m                                                                  |
| Tömeg adatok                        | A318                                                                    | A319                                                                    | A320                                                                    | A321                                                                    |
| Legnagyobb üzemtömeg                | 39,5 t                                                                  | 40,8 t                                                                  | 42,6 t                                                                  | 48,5 t                                                                  |
| Legnagyobb tömeg (üzemanyag nélkül) | 54,5 t                                                                  | 58,5 t                                                                  | 62,5 t                                                                  | 73,8 t                                                                  |
| Legnagyobb guruló tömeg             | 68,4 t                                                                  | 75,9 t                                                                  | 78,4 t                                                                  | 93,9 t                                                                  |
| Legnagyobb felszállótömeg           | 68 t                                                                    | 75,5 t                                                                  | 78 t                                                                    | 93,5 t                                                                  |
| Legnagyobb leszállótömeg            | 57,5 t                                                                  | 62,5 t                                                                  | 66 t                                                                    | 77,8 t                                                                  |
| Tüzelőanyag mennyisége              | 24 210 l                                                                | 24 210 l (30 190 l)                                                     | 24 210 l (30 190 l)                                                     | 23 700 l (29 680 l)                                                     |
| Üzemeltetési adatok                 | A318                                                                    | A319                                                                    | A320                                                                    | A321                                                                    |
| Hajtóművek (2 db)                   | CFM International CFM56-5B International Aero Engines IAE V2500         | CFM International CFM56-5B International Aero Engines IAE V2500         | CFM International CFM56-5B International Aero Engines IAE V2500         | CFM International CFM56-5B International Aero Engines IAE V2500         |
| Hajtóművek tolóereje                | 96-106 kN                                                               | 98-120 kN                                                               | 111-120 kN                                                              | 133-147 kN)                                                             |
| Személyzet                          | 2 fő pilóta + utaskísérők                                               | 2 fő pilóta + utaskísérők                                               | 2 fő pilóta + utaskísérők                                               | 2 fő pilóta + utaskísérők                                               |
| Ülések száma                        | 132 (1 osztályon, maximum) 117 (1 osztályon, tipikus) 107 (2 osztályon) | 156 (1 osztályon, maximum) 134 (1 osztályon, tipikus) 124 (2 osztályon) | 180 (1 osztályon, maximum) 164 (1 osztályon, tipikus) 150 (2 osztályon) | 230 (1 osztályon, maximum) 199 (1 osztályon, tipikus) 185 (2 osztályon) |
| Hatótávolság                        | 3 200 nm (5 900 km)                                                     | 3 700 nm (6 900 km)                                                     | 3 300 nm (6 100 km)                                                     | 3 200 nm (5 900 km)                                                     |
| Szolgálati csúcsmagasság            | 39,100-39,800 ft (11 900-12 100 m)                                      | 39,100-39,800 ft (11 900-12 100 m)                                      | 39,100-39,800 ft (11 900-12 100 m)                                      | 39,100-39,800 ft (11 900-12 100 m)                                      |
| Utazósebesség                       | Mach 0,78 (828 km/h)                                                    | Mach 0,78 (828 km/h)                                                    | Mach 0,78 (828 km/h)                                                    | Mach 0,78 (828 km/h)                                                    |
| Max. repülési sebesség              | Mach 0,82 (903 km/h)                                                    | Mach 0,82 (903 km/h)                                                    | Mach 0,82 (903 km/h)                                                    | Mach 0,82 (903 km/h)                                                    |

## Forrásjegyzék
1. ↑  Cite web-hiba: a title paramétert mindenképpen meg kell adni!
2. 1 2 3 4  Airbus Aircraft 2014 List Prices (PDF). Airbus S.A.S. [2014. február 14-i dátummal az eredetiből archiválva]. (Hozzáférés: 2014. január 7.)
3. ↑  Felavatták az Airbus kínai gyárát. [2008. szeptember 28-i dátummal az eredetiből archiválva]. (Hozzáférés: 2008. szeptember 30.)
4. ↑  Dimensions & key data | Airbus, a leading aircraft manufacturer. web.archive.org, 2012. február 26. [2012. február 26-i dátummal az eredetiből archiválva]. (Hozzáférés: 2022. november 2.)
5. ↑  Dimensions & key data | Airbus, a leading aircraft manufacturer. web.archive.org, 2012. február 24. [2012. február 24-i dátummal az eredetiből archiválva]. (Hozzáférés: 2022. november 2.)
6. ↑  Airbus A320 Family approved for 180 minute ETOPS by the FAA | Airbus Press release. web.archive.org, 2016. április 7. [2016. április 7-i dátummal az eredetiből archiválva]. (Hozzáférés: 2022. november 2.)
7. 1 2 3 4  "AIRBUS AIRCRAFT 2018 AVERAGE LIST PRICES* (USD millions)" (angol nyelven) (PDF). [2018. július 13-i dátummal az eredetiből archiválva]. (Hozzáférés: 2022. november 2.)
8. 1 2  Dimensions & key data | Airbus, a leading aircraft manufacturer. web.archive.org, 2012. január 24. [2012. január 24-i dátummal az eredetiből archiválva]. (Hozzáférés: 2022. november 2.)
9. ↑  airbus industrie | airbus | mcdonnell douglas | 1995 | 2575 | Flight Archive. web.archive.org, 2012. június 22. [2012. június 22-i dátummal az eredetiből archiválva]. (Hozzáférés: 2022. november 2.)
10. 1 2  Dimensions & key data | Airbus, a leading aircraft manufacturer. web.archive.org, 2012. február 15. [2012. február 15-i dátummal az eredetiből archiválva]. (Hozzáférés: 2022. november 2.)
11. ↑  The Real Owner of All Those Planes - New York Times. web.archive.org, 2013. május 15. [2013. május 15-i dátummal az eredetiből archiválva]. (Hozzáférés: 2022. november 2.)
12. 1 2 3 4  Guy Norris: Airbus. Internet Archive.  1999.  ISBN 978-0-7603-0677-2 Hozzáférés: 2022. november 2.
13. 1 2  Civil aircraft today : the world's most successful commercial aircraft. Internet Archive.  2008.  ISBN 978-1-905704-86-6 Hozzáférés: 2022. november 2.
14. 1 2 3  Orders and deliveries. web.archive.org, 2019. február 10. [2019. február 10-i dátummal az eredetiből archiválva]. (Hozzáférés: 2022. november 2.)
15. ↑  Values of A319 Continue to Taper Down - Aircraft Value News. web.archive.org, 2019. január 22. [2019. január 22-i dátummal az eredetiből archiválva]. (Hozzáférés: 2022. november 2.)
16. 1 2  The Flying Engineer: The Airbus A320 family vs the Boeing 737 family: Who’s got the muscle?. web.archive.org, 2017. március 23. [2017. március 23-i dátummal az eredetiből archiválva]. (Hozzáférés: 2022. november 2.)
17. ↑  Prices of New A320s Hardly Changed in 20 Years - Aircraft Value News. web.archive.org, 2019. január 21. [2019. január 21-i dátummal az eredetiből archiválva]. (Hozzáférés: 2022. november 2.)
18. ↑  Chua2021-12-09T03:02:00+00:00, Alfred: First A320P2F completes maiden test flight from Singapore (angol nyelven). Flight Global. (Hozzáférés: 2022. november 2.)
19. ↑  Chua2022-02-14T05:41:00+00:00, Alfred: First A320P2F to enter service with African cargo carrier Astral Aviation (angol nyelven). Flight Global. (Hozzáférés: 2022. november 2.)
20. ↑  Chua2022-03-24T02:25:00+00:00, Alfred: EFW clinches European type certification for A320P2F (angol nyelven). Flight Global. (Hozzáférés: 2022. november 2.)
21. ↑  "A320 FAMILY: the most successful aircraft family ever" (angol nyelven) (PDF). Airbus. (Hozzáférés: 2022. november 2.)
22. ↑  https://fr.news.yahoo.com/video-premier-a320neo-nouveau-best-seller-dairbus-sorti-095506421.html
23. ↑  "A321: Taking on the 757" (angol nyelven). Flight International. [2017. március 24-i dátummal az eredetiből archiválva]. (Hozzáférés: 2022. november 2.)
24. ↑  Newsroom | Airbus (angol nyelven). www.airbus.com, 2021. június 14. (Hozzáférés: 2022. november 2.)
25. ↑  Airbus offers new fuel saving engine options for A320 Family. www.airbus.com. (angolul) Airbus S.A.S. (2010. december 1.)  (Hozzáférés: 2021. április 16.) arch
26. ↑  Airbus delivers first ever A321neo to Virgin America. www.airbus.com. (angolul) Airbus S.A.S (2017. április 20.)  (Hozzáférés: 2021. április 16.) arch
27. ↑  Jake Hardiman:  What Are The Differences Between An A321ceo And A321neo? simpleflying.com. (angolul) Simple Flying (2021. február 28.)  (Hozzáférés: 2021. április 16.) arch
28. ↑  Airbus orders and deliveries (Microsoft Excel). Airbus, 2013. december 31. [2014. január 13-i dátummal az eredetiből archiválva]. (Hozzáférés: 2014. január 13.)
29. ↑  Historical Orders and Deliveries 1974–2009 (Microsoft Excel). Airbus, 2010. január 1. [2010. december 23-i dátummal az eredetiből archiválva]. (Hozzáférés: 2012. december 10.)
30. ↑  Airbus A319/A320/A321 at Aviation Safety Network database
31. ↑  Hivatalos jelentés a Varsói 1993as balesetről
32. ↑  Hír a Hudson folyóra történő leszállásról
33. ↑  Wizz Air baleset Rómában
34. ↑  Airbus A318 Specifications. [2016. december 3-i dátummal az eredetiből archiválva]. (Hozzáférés: 2014. január 9.)
35. ↑  Airbus A319 Specifications. [2012. február 15-i dátummal az eredetiből archiválva]. (Hozzáférés: 2014. január 9.)
36. ↑  Airbus A320 Specifications. [2012. január 24-i dátummal az eredetiből archiválva]. (Hozzáférés: 2014. január 9.)
37. ↑  Airbus A321 Specifications. [2012. február 24-i dátummal az eredetiből archiválva]. (Hozzáférés: 2014. január 9.)